# Love Affair - Un grande amore
Love Affair - Un grande amore (Love Affair) è un film del 1994 diretto da Glenn Gordon Caron.
La pellicola è il remake di Un grande amore (1939) diretto da Leo McCarey, già riportato al cinema nel 1957 con Un amore splendido da parte dello stesso regista. La sceneggiatura di Robert Towne e Warren Beatty si basa su quella originale del 1939 di Delmer Daves e Donald Ogden Stewart.

## Trama
L'ex quarterback e ora giornalista sportivo Mike e la cantante-cameriera-arredatrice Terry, rispettivamente fidanzati con Lynn e Ken, si incontrano su un viaggio aereo per Sydney. A causa di un guasto ai motori si trovano costretti, insieme agli altri passeggeri, a un atterraggio di fortuna e a imbarcarsi su una nave da crociera russa che costeggia Tahiti. Mike, ex dongiovanni, fa la corte a Terry e la invita a seguirlo su un'isola dell'arcipelago, dove vive sua zia: la donna inizialmente accoglie Terry con freddezza, chiedendosi come mai suo nipote si trovi lì con una donna che non è la sua fidanzata, ma poi tra le due nasce un legame molto stretto e la donna arriva a dire che preferirebbe che fosse proprio Terry la fidanzata di Mike.
Al loro ritorno sulla nave tra i due scoppia l'amore: prima di separarsi per fare ritorno a New York, i due si promettono di lasciare i rispettivi fidanzati e ritrovarsi tre mesi dopo sulla cima dell'Empire State Building; mentre si reca all'appuntamento, Terry viene però investita e perde l'uso delle gambe. Piena di vergogna, preferisce non cercare Mike e lasciargli credere di non voler più stare con lui. Qualche tempo dopo però i due si incontrano casualmente a teatro.
L'uomo decide così di partire, nel tentativo di dimenticare. Prima passa da lei per lasciarle lo scialle che la zia Ginny, nel frattempo morta, le aveva promesso. Le confida di averla ritratta con quello scialle; un quadro che lui aveva regalato all'albergo annesso al grattacielo. Esita, la guarda distesa sul divanetto dal quale, per tutto il colloquio, non si è mai alzata, dietro un angolo scopre il ritratto. Dissolto ogni dubbio i due possono così riabbracciarsi e dichiararsi il reciproco amore.

## Produzione
La storia originale del 1939 fu scritta da Mildred Cram e Leo McCarey, che nello stesso anno ne diresse il film.

### Cast
Si tratta del secondo film in cui recitano insieme Warren Beatty e Annette Bening, conosciutisi tre anni prima sul set di Bugsy e marito e moglie nella vita.
In questo film vi è l'ultima apparizione cinematografica di Katharine Hepburn. Warren Beatty si prestò personalmente perché la Hepburn accettasse la parte, arrivando ad affittare una casa per lei a Los Angeles e chiamando uno specialista che la seguisse nelle cure mediche (l'anziana attrice era già sofferente). Lei dette la sua risposta il giorno del ciak.
Nel film appare Ray Charles che impersona se stesso.
Nella pellicola appare anche Carrie Fisher come dottore, ma non è accreditata nel cast.

## Colonna sonora
La colonna sonora è molto varia, comprende anche musiche con Louis Armstrong (Life Is So Peculiar), canzoni di John Lennon e Paul McCartney (I Will) e una performance di Ray Charles (The Christmas Song). Il tema principale Love Affair theme è di Ennio Morricone.

## Riconoscimenti
- 1995 - Golden Globe
  - Candidatura alla miglior sceneggiatura
- 1995 - ASC Award
  - Candidatura al miglior direttore della fotografia a Conrad L. Hall
- 1995 - Razzie Award
  - Candidatura al peggior remake